# Cannagara sagiva
Cannagara sagiva là một loài bướm đêm trong họ Geometridae.